# Papamosques de Hainan
El papamosques de Hainan (Cyornis hainanus) és una espècie d'ocell de la família dels muscicàpids (Muscicapidae) del sud-est asiàtic. Es troba a Laos, Myanmar, Tailàndia, Vietnam, Cambodja, Xina i Hong Kong. Habita els boscos tropicals i subtropicals de frondoses humits. El seu estat de conservació és de risc mínim.